# Księga Helamana
Księga Helamana – w religii mormońskiej jedna z ksiąg zawartych w Księdze Mormona, znajduje się pomiędzy Księgą Almy, a Trzecim Nefim. Zdaniem mormonów Księga ta rzekomo opisuje lata od 53 do 5 roku p.n.e., a autorem jest Helaman i jego synowie. Składa się z 16 rozdziałów.

## Treść księgi
Księga opisuje dzieje Nefitów; walki i rozłamy między nimi, proroczą działalność Nefiego, proroctwo Lamanity Samuela do Nefitów oraz proroctwa zapowiadające przyjście Jezusa Chrystusa i nawrócenie się Lamanitów.

## Biblia a Księga Helamana (krytyka)
1. Nefici do budowy domów używali już w 49 r. p.n.e. cementu[a], choć na starym kontynencie technologia pozyskiwania cementu nie była jeszcze znana w tamtych czasach.
2. Izraelici przeszli przez Morze Czerwone[b], gdy tymczasem dzisiejsza archeologia mówi, że było to „morze sitowia”. Mimo iż Biblia nie nazywa wody przez którą przeszedł Mojżesz ze swoim ludem, Morzem Czerwonym, to przez długi czas w powszechnej opinii chodziło właśnie o to morze.